# Chinese Exclusion Act

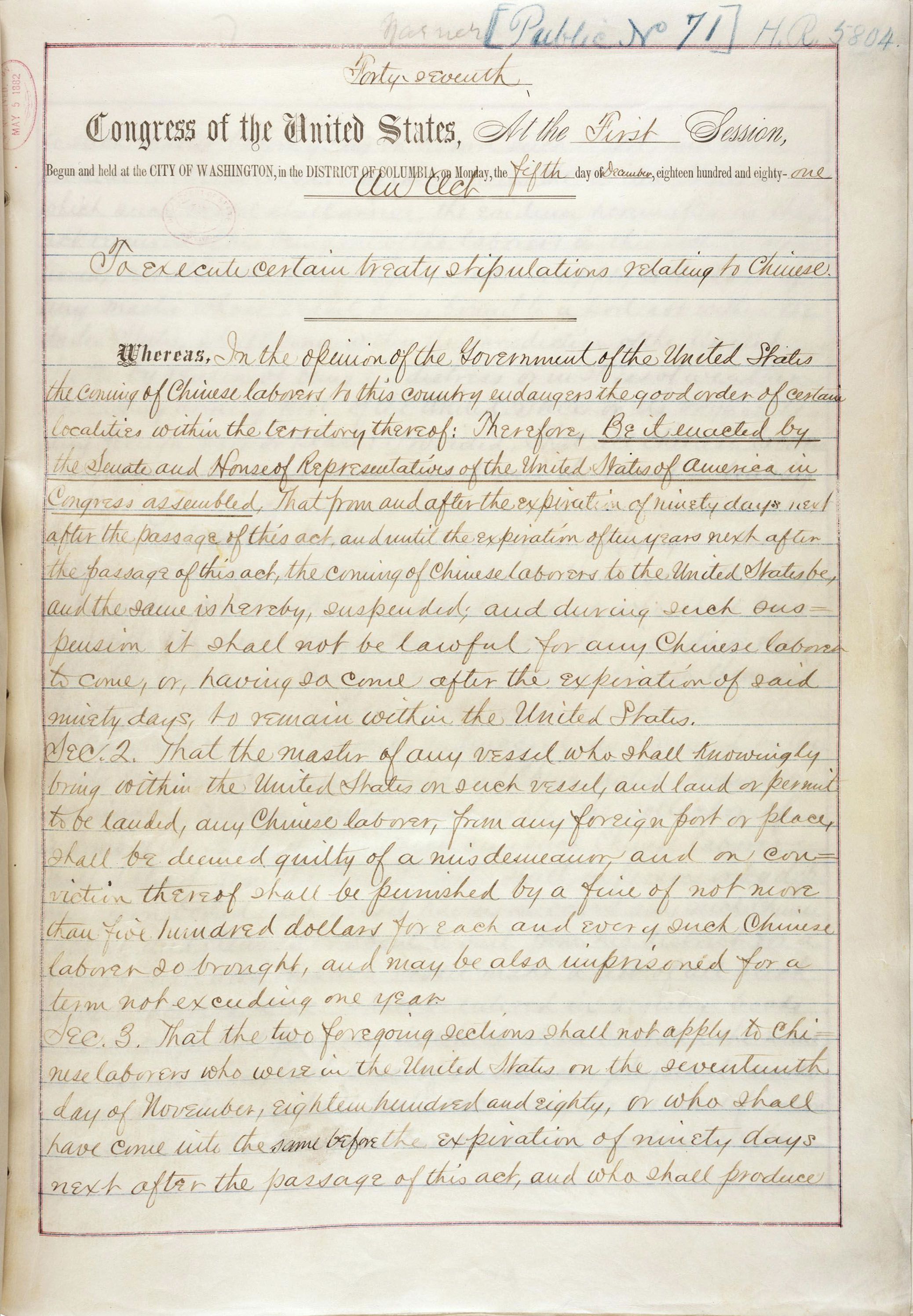
Första sidan.

Chinese Exclusion Act var en federal lag i USA som skrevs under av Chester A. Arthur den 6 maj 1882, efter Burlingamefördraget från 1868. Genom bestämmelserna kunde USA hindra invandringen från Kina, och först trodde man det skulle gälla i 10 år. Lagen ersattes av Magnuson Act den 17 december 1943.

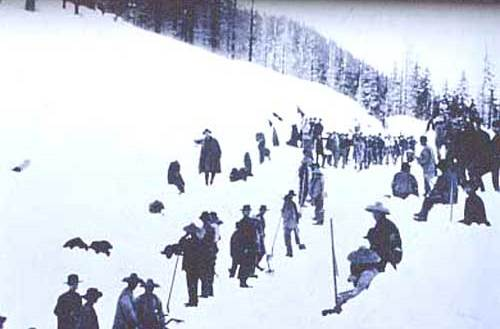
Kinesiska arbetskraftsinvandrare bygger Transkontinentala järnvägen.